# Sulsula pauper
Genre
Espèce
Synonymes
- Oonops pauper O. Pickard-Cambridge, 1876
- Sulsula longipes Simon, 1882

Sulsula pauper, unique représentant du genre Sulsula, est une espèce d'araignées aranéomorphes de la famille des Oonopidae.

## Distribution
Cette espèce se rencontre en Algérie, en Égypte et au Soudan.

## Description
Le mâle décrit par Platnick et al. en 2012 mesure 2,16 mm et la femelle 3,19 mm.

## Publications originales
- O. Pickard-Cambridge, 1876 : Catalogue of a collection of spiders made in Egypt, with descriptions of new species and characters of a new genus. Proceedings of the Zoological Society of London, vol. 1876, p. 541-630 (texte intégral).
- Simon, 1882 : Études Arachnologiques. 13e Mémoire. XX. Descriptions d'espèces et de genres nouveaux de la famille des Dysderidae. Annales de la Société entomologique de France, sér. 6, vol. 2, p. 201-240 (texte intégral).